# Phrai Bueng (huyện)
Phrai Bueng (tiếng Thái: ไพรบึง) là một huyện (amphoe) ở miền trung của tỉnh Sisaket, đông bắc Thái Lan.

## Địa lý
Các huyện giáp ranh (từ phía bắc theo chiều kim đồng hồ) là: Phayu, Si Rattana, Khun Han, Khukhan và Wang Hin.

## Lịch sử
Khu vực huyện ngày nay ban đầu thuộc Khukhan. Ngày 1 tháng 10 năm 1969, the tambon Phrai Bueng, Samrong Phlan, Din Daeng và Prasat Yoe được tách ra và lập tiểu huyện mới (king amphoe) Phrai Bueng. Ngày 22 tháng 8 năm 1975, đơn vị này được nâng cấp thành huyện.

## Hành chính
Huyện này được chia thành 6 phó huyện (tambon), các đơn vị này lại được chia ra thành 81 làng (muban). Phrai Bueng là một thị trấn (thesaban tambon) nằm trên một phần của tambon Phrai Bueng và Samrong Phlan. Có 6 Tổ chức hành chính tambon.
| STT. | Tên           | Tên Thái  | Số làng | Dân số |  |
| ---- | ------------- | --------- | ------- | ------ |  |
| 1.   | Phrai Bueng   | ไพรบึง     | 21      | 16.121 |  |
| 2.   | Din Daeng     | ดินแดง     | 9       | 5.108  |  |
| 3.   | Prasat Yoe    | ปราสาทเยอ | 11      | 4.872  |  |
| 4.   | Samrong Phlan | สำโรงพลัน  | 17      | 11.448 |  |
| 5.   | Suk Sawat     | สุขสวัสดิ์    | 12      | 5.634  |  |
| 6.   | Non Pun       | โนนปูน     | 11      | 4.393  |  |